# Kolonialdistrikt Christianshaab

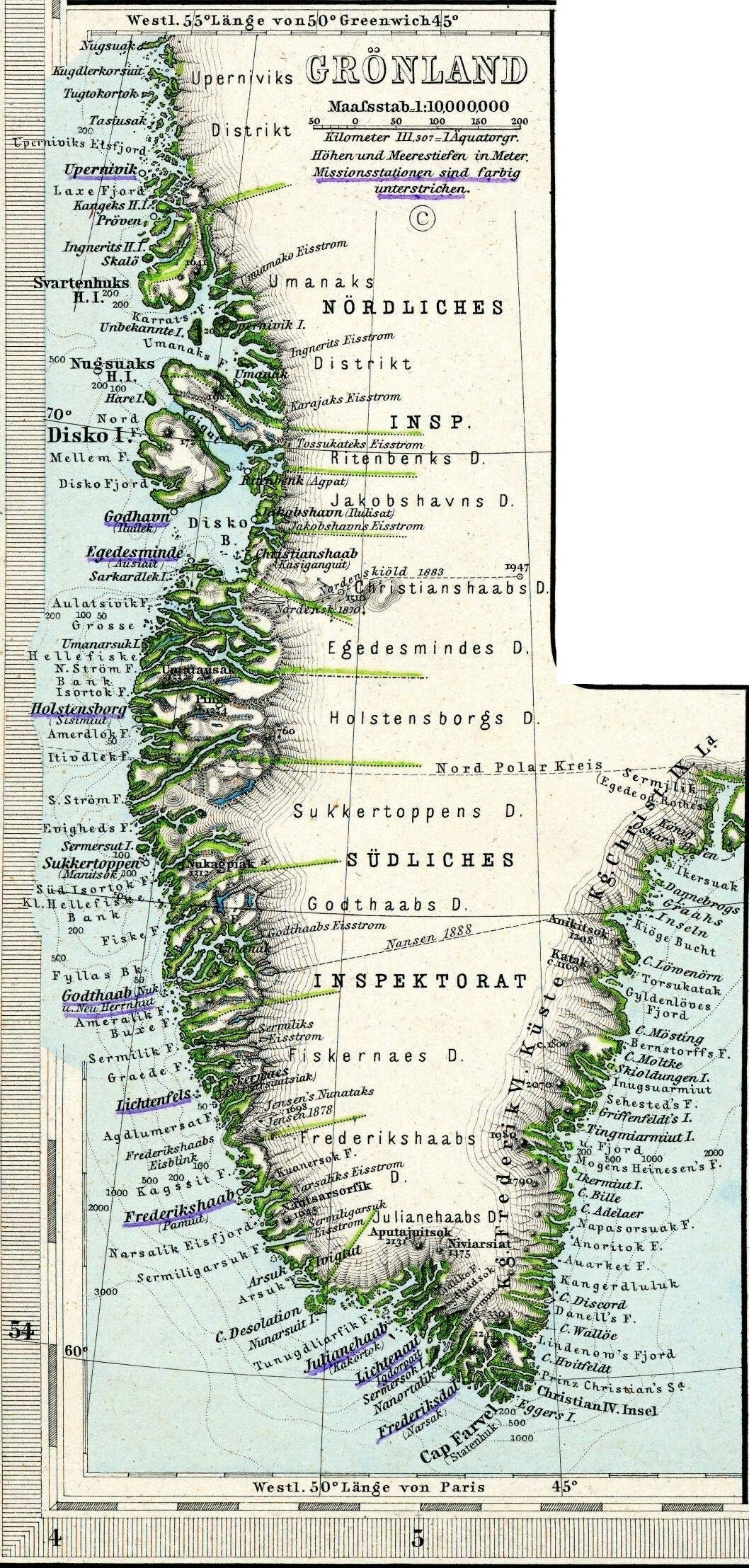
Ausschnitt aus einem Atlasblatt im Stielers Handatlas

r Kolonialdistrikt Christianshaab war ein Kolonialdistrikt in Grönland. Er bestand von 1734 bis 1950.

## Lage
Der Kolonialdistrikt Christianshaab lag an der südöstlichen Küste der Diskobucht. Im Norden wurde er durch den Ilulissat-Eisfjord vom Kolonialdistrikt Jakobshavn abgegrenzt, während im Westen hinter der Insel Ikamiut der Kolonialdistrikt Egedesminde begann.

## Geschichte

### Bis zur Kolonialisierung
Der heutige Distrikt war nur teilweise bewohnt in alten Zeiten. Lediglich in der Sydostbugten findet man größere Mengen alter Ruinen. Zu den ältesten Wohnplätzen des Distrikts gehören Upernaviup Saqqarlii, Agissat, Puagiarsuk, Ikerasakitsut, Sarpiusat, Imerissoq, Annertusoq, Eqeqqoq, Qeqertarmiut, Sarpiusat, Saattut, Saarlat, Tussaaq, Akulliit, Niaqornaq, Illorsuatsiaat, Niisat, Nuuk, Oqaatsuarsuit Ikerasaat, Eqaluit, Inussuk, Illumiut, Narsarmiut, Qaarsormiut (Avannarliit), Eqi, Qajaa und Qallunaap Illua.
Die Gegend wurde Anfang des 18. Jahrhunderts vom Holländer Lourens Feykes Haan beschrieben. Die Holländer betrieben zu dieser Zeit intensiv Walfang in der Diskobucht und Fundreste in Ruinen und Gräbern zeigen, dass die Grönländer im Distrikt mit den Holländern gehandelt hatten.

### 18. Jahrhundert
Schon 1724 berichtete Hans Egede von der Diskobucht und meinte, dass man dort eine Kolonie errichten sollte, um den Holländern zuvorzukommen. 1727 wurde eine Expedition unter Mathias Andreas Fersleff ausgesandt, um die Pläne zu konkretisieren. Obwohl Fersleff deutlich machte, dass man hier eine Kolonie gründen sollte, wurde erst 1733 von Jacob Severin ein Schiff in die Diskobucht geschickt, um den Handel dort zu testen. Die Expedition war erfolgreich und so wurde 1734 die Kolonie Christianshaab gegründet. Die Holländer waren über die Konkurrenz nicht erfreut und bald kam es zu Konflikten. 1738 kaperte Fersleff ein holländisches Schiff bei der Kolonie und ein Jahr später wurden vier Schiffe bei Ilulissat bombardiert und erobert. Die Holländer drohten daraufhin mit dem Niederbrennen der Kolonie. Dadurch, dass die Holländer ihre ohnehin qualitativ besseren Waren günstiger anboten, war die wirtschaftliche Lage der dänischen Kolonie lange schwierig. Ursprünglich umfasste der Kolonialdistrikt die gesamte Diskobucht und das Gebiet nördlich davon.
1736 begann Poul Egede regelmäßig den Wohnplatz Ilimanaq zu besuchen, wo er zu missionieren begann. In Anlehnung an seinen Vater Hans, den „Apostel Grönlands“, erhielt Poul den Spitznamen „Apostel Nordgrönlands“. Seine Arbeit war äußerst erfolgreich und bald entstand eine kleine Gemeinde am Wohnplatz. Die Grönländerin Arnarsaĸ war eine von ihnen. Sie ist durch ihre Rolle im Missionswesen die einzige grönländische Frau, deren Name in alten dänischen Quellen überliefert ist. Poul Egede unternahm Reisen in die gesamte Diskobucht, wo die Zahl an Getauften rasch stieg. In über 40 Jahren Wirken hatte auch der Katechet Jens Pedersen, der von 1739 bis 1780 tätig war, einen entscheidenden Beitrag für die Mission inne.
1738 besuchten Poul Egede und der Kolonialverwalter erstmals den Fjordkomplex Tasiusaq, der südlich in den Kangiata Sullua (Ilulissat Isfjord) mündet. Zu diesem Zeitpunkt hat sich dort wohl der Wohnplatz Qajaa befunden. Später war der Fjord wieder unbewohnt, aber er galt als äußerst ertragsreich und wurde „die Speisekammer von Claushavn“ genannt.
1741 kam es zu einer Dysenterieepidemie, der zahlreiche Menschen zum Opfer fielen. Im selben Jahr wurde die Loge Claushavn in Ilimanaq gegründet, um die Mission zu stützen. Zu diesem Zeitpunkt sollen laut Niels Egede über 1000 Menschen in der Gegend gewohnt haben. 1743 gab es 23 Getaufte im Kolonialdistrikt. 1746 wurde der Kolonialdistrikt Jakobshavn gegründet, womit sich der Distrikt im Norden bis zum Kangiata Sullua verkürzte. 1752 verminderte eine weitere Epidemie die Zahl der Getauften. Im selben Jahr wurde die Mission von der Kolonie zur Loge umgesiedelt, sodass der Missionar dort seinen Sitz hatte, wo wegen der schlechten Jagdbedingungen in der Kolonie deutlich mehr Menschen wohnten. 1754 gab es schon rund 90 Getaufte im Kolonialdistrikt. 1763 wurde der Distrikt im Westen ebenfalls verkürzt, als die Kolonie Egedesminde nach Aasiaat versetzt wurde. 1773/74 starben wieder viele Bewohner während einer Epidemie. 1776 kamen schon 229 Getaufte auf 251 Heiden. Während der großen Epidemie von 1785/86 starben 69 Getaufte und zahlreiche Heiden. 1792 wurde die Mission des Kolonialdistrikts an den Missionar der Kolonie Jakobshavn abgetreten. 1793 lebten alle Bewohner des Kolonialdistrikts in nur 22 Häusern. 1793 waren nur noch 94 ungetaufte Grönländer übrig und 1798 fand die letzte Taufe eines Heiden statt. Die Pockenepidemie 1800, die im Kolonialdistrikt Christianshaab ihren Anfang nahm und sich über dessen Grenzen hinweg ausbreitete, verschonte ihren Ursprungsort weitestgehend.
In den ersten Jahren war der Walfang von großer Bedeutung, der vor allem von der Anlage in Ilimanaq aus betrieben wurde, die bis 1826 in Betrieb war. Ab etwa 1770 begann aber auch der Garnfang zuzunehmen, erst im Fjordkomplex Tasiusaq, später auch in der Sydostbugten. 1795 ließ sich der Matrose Jens Hvass tief im Inneren des Fjords nieder und gründete 1797 den Udsted Island. Den Namen hatte Poul Egede der Gegend 60 Jahre zuvor vergeben. In der Kriegsperiode von 1807 bis 1814 war dies der einzige erfolgreiche Garnversuch des Distrikts. Dort lebten 15 Menschen im Jahr 1808 und Jens Hvass blieb 20 Jahre lang dort. 1807 wurde Nuuk an den Kolonialdistrikt Egedesminde abgetreten, wo etwa kurz zuvor ebenfalls ein Garnversuch gestartet worden war. Etwa zeitgleich begannen ähnliche Versuche unter anderem in Ikamiut, aber während des Krieges mussten alle diese Versuche aufgegeben werden.

### Ab dem 19. Jahrhundert
Auch die Kolonie und die Walfanganlage litten stark unter dem Krieg und auch danach erholte sich die Wirtschaft nicht. 1826 wurde die Kolonie aufgegeben und Christianshaab wurde zum Udsted degradiert, während die Anlage Claushavn zur neuen Kolonie wurde. In Ilimanaq waren die Hafenverhältnisse aber schlecht und der Ort lag nicht zentral, sondern ganz am nordöstlichen Ende des Kolonialdistrikts und so wurde 1829 Christianshaab wieder zur Kolonie. Offiziell wurde der Kolonialdistrikt allerdings erst 1834 wieder zurückumgetauft.
1841 verließen die letzten sechs Bewohner den Udsted Island, als er sich nicht mehr lohnte, aber auf dem Weg nach Ilimanaq ertranken alle, als sie über einen See setzten.
Um 1885 wurde die Inselgruppe Kitsissunnguit mit Ausnahme der östlichsten Insel Angissat ein Teil des Kolonialdistrikts Egedesminde.
1911 wurde der Kolonialdistrikt Christianshaab in vier Gemeinden unterteilt: Christianshaab, Ilimanaĸ (Claushavn), Akugdlît und Ikamiut. Diesen Gemeinden waren im Jahr 1918 insgesamt zwei Wohnplätze untergeordnet. Bei der Verwaltungsreform 1950 wurde der Kolonialdistrikt zur Gemeinde Qasigiannguit.

## Orte
Folgende Orte lagen im Kolonialdistrikt Christianshaab:
- Akulliit
- Avannarliit (Illumiut, Narsarmiut, Qaarsormiut)
- Eqi
- Ikamiut
- Ilimanaq
- Niaqornaq
- Qasigiannguit
- Sarpiusat
- Tasiusaq